# Núi Yari
Núi Yari (槍ヶ岳 Yari-ga-take) là một trong 100 núi nổi tiếng Nhật Bản. Đỉnh cao 3.180 m (10.433 ft) nằm tại phía nam dãy núi Hida (Alps phía nam) của Nhật Bản, trên biên giới Ōmachi và Matsumoto tại quận Nagano và Takayama tại quận Gifu. Linh mục Banryū (1786–1840) thành lập một ngôi chùa ở đây.